# 越智眞一
越智 眞一（おち しんいち、1952 - 2025年）は日本の外科医。滋賀県医師会会長。日本医師会理事。元大津市医師会長。おち医院院長。

## 略歴
- 1970年3月 - 洛星高等学校卒業[2]。
- 1976年3月 - 京都府立医科大学卒業[2]。
- 1976年 - 大津市民病院外科[2]。
- 1982年3月 - 京都府立医科大学大学院卒業[1]。
- 1993年 - おち医院院長就任[2]。
- 2002年 - 大津市医師会副会長就任[2]。
- 2008年 - 大津市医師会長就任[2]。
- 2010年 - 滋賀県医師会理事就任[2]。
- 2012年 - 滋賀県医師会副会長就任[2]。
- 2018年 - 滋賀県医師会長、日本医師会理事就任[2]。
- 2023年4月 - 旭日小綬章受章[3]。
- 2025年6月8日 - 逝去

## 論文
- 先天性左室憩室症の一治験例[4]。
- 三心房症の1治験例[5]。
- 体外循環中の溶血を減少させるための工夫[6]。